# Anthony Lozano
Anthony Rubén Lozano Colón, més conegut com a Choco Lozano és un futbolista professional hondureny, que juga com a davanter al Club Santos Laguna. El seu estil s'ha comparat amb el de Carlo Costly.

## Carrera
Lozano va ser un dels jugadors més joves en jugar la Lliga hondurenya de futbol. El seu primer partit professional va ser contra el Club Deportivo y Social Vida l'11 de gener de 2009 a l'edat de 15 anys. El 21 de febrer de 2010 va marcar el seu primer gol (d'un total de 3 gols que finalment marcaria) en una victòria per 6 a 0 contra el Club Deportivo Victoria. Lozano tenia 16 anys.
El 2010, Lozano va fer una prova entrenant amb l'equip filial del Tottenham Hotspur FC durant la pretemporada, impressionant l'entrenador Harry Redknapp. S'esperava que es quedés amb el club, però el tracte mai no es va tancar, principalment a causa del fet que Lozano fóra menor d'edat i per això, no podria signar un contracte amb un club professional. Lozano va marcar 11 gols per a la selecció sub-17 del seu país, incloent-ne quatre al torneig sub-17 de la CONCACAF del 2010.
L'agost de 2011 va ser contractat pel València CF, que el va cedir al Club Esportiu Alcoià. Va fer el seu debut contra la Unión Deportiva Las Palmas on va eixir des de la banqueta, jugant 20 minuts.
La temporada següent va jugar al filial valencianista, el València CF Mestalla, a la segona divisió B. L'estiu de 2013 fou descartat, i va retornar al seu primer club, Olimpia.
Lozano fou el màxim golejador de l'Olimpia la temporada 2014–15 a la lliga hondurenya, amb 26 gols en 38 partits. El 6 d'agost de 2015 va retornar a Espanya, amb un contracte per un any amb el CD Tenerife, que fou ampliat el 9 de juliol de l'any següent.
El 7 de juliol de 2017, el FC Barcelona i l'Olimpia van arribar a un acord pel traspàs de Lozano. Amb els blaugrana va jugar 20 partits, en els quals va marcar quatre gols i va donar tres assistències.
El 30 de gener de 2018, Lozano va fitxar pel Girona FC, a canvi de 1.750.000 euros més 450.000 en variables. Va debutar en la competició 12 dies més tard, jugant 21 minuts en una derrota per 1–0 a fora contra el Sevilla FC, i hi va marcar el seu primer gol el 3 de març, també sortint des de la banqueta, per ajudar el seu equip a guanyar el Vila-real CF 0-2.

## Internacional
Va marcar l'únic gol d'Hondures a la Copa Mundial sub 17 de la FIFA de 2009 en una derrota per 1 a 3 davant Alemanya.

## Vida personal
És germà de Luis Arcángel Ramos Colón, jugador del Debreceni Vasutas Sport Club.